# Васильков Борис Павлович
Бори́с Па́влович Василько́в (26 січня 1906, с. Низовка Нижегородської губернії — 1980) — радянський вчений, міколог. Відомий дослідженнями шапинкових грибів російської Арктики та інших регіонів СРСР. Автор наукових робіт з систематики, екології, географії та практичному використанню грибів, а також популярних довідників і визначників.

## Біографія
У 1924 році закінчив середню школу, потім працював учителем в сільській школі.
У 1926 році поступив на лісовий факультет Казанського інституту сільського господарства та лісівництва (нині Казанський державний аграрний університет). Одночасно з навчанням на лісовому факультеті став відвідувати заняття в ботанічному кабінеті Казанського університету під керівництвом А. Я. Гордягіна.
У 1930 році Борис Павлович закінчив сільськогосподарський інститут, а в 1931 році склав іспити екстерном і отримав диплом Казанського університету, тоді ж почав працювати в Марійському науково-дослідному інституті (Йошкар-Ола).
У 1935 році отримав науковий ступінь кандидата біологічних наук.
Б. П. Васильков почав свою наукову діяльність з вивчення флори квіткових рослин Марійської АРСР, але незабаром більший інтерес виявив до шапинкових грибів. Перша його робота на цю тему — «Опыт изучения грибов при геоботанических исследованиях» мала великий вплив на новий в той час науковий напрям — екологію грибів.
З 1944 року і до кінця свого життя Борис Павлович працював у Відділі нижчих рослин Ботанічного інституту АН СРСР (нині Ботанічний інститут імені В. Л. Комарова РАН).
З 1950-х років вивчав шапинкові гриби російської Арктики. Матеріали для цієї роботи надсилали зимівники полярних станцій з Таймира, пізніше він і сам брав участь в експедиціях на Кольському півострові, Полярному Уралу, Чукотці. На жаль, матеріали щодо арктичних грибів не були до кінця оброблені, і ця праця залишилася незавершеною.
Крім Арктики, Борис Павлович працював в лісах Криму, Кавказу, Прибайкалля, вивчав гербарні зразки, що надсилалися з різних районів Сибіру, Приамур'я, Середньої Азії.
|                                     | Постійна і велика робота в польових умовах і з гербарієм зробила Бориса Павловича чудовим знавцем шапинкових грибів різних таксономічних груп. Це привертало до нього молодих вчених, які починали вивчати трубчасті і пластинчасті макроміцети. В результаті без перебільшення можна сказати, що майже всі нинішні агарикологи колишнього СРСР тією чи іншою мірою є його учнями. |
| — Е. Л. Нездойминого, Б. А. Томілін | |

## Систематик
Борис Павлович Васильков — автор найменувань ряду ботанічних таксонів. У ботанічнії (бінарній) номенклатурі ці назви доповнюються скороченням «Vassilk.» або «Vassilkov».